# Argenvilliers
Argenvilliers är en kommun i departementet Eure-et-Loir i regionen Centre-Val de Loire i norra Frankrike. Kommunen ligger i kantonen Nogent-le-Rotrou som tillhör arrondissementet Nogent-le-Rotrou. År 2022 hade Argenvilliers 318 invånare.

## Befolkningsutveckling
Antalet invånare i kommunen Argenvilliers
Referens:INSEE